# Campionatul Mondial de Handbal Masculin din 2005
A 19-a ediție a Campionatului Mondial de Handbal Masculin s-a desfășurat în perioada 23 ianuarie - 6 februarie 2005 în Tunisia. Echipa Spaniei a câștigat campionatul după ce a învins în finală echipa Croației cu scorul de 40 - 34 și a cucerit primul său titlu de campioană mondială.

## Clasament final
| Poz. | Echipă               |
| ---- | -------------------- |
| 1    | Spania               |
| 2    | Croația              |
| 3    | Franța               |
| 4    | Tunisia              |
| 5    | Serbia și Muntenegru |
| 6    | Grecia               |
| 7    | Norvegia             |
| 8    | Rusia                |
| 9    | Germania             |
| 10   | Cehia                |
| 11   | Suedia               |
| 12   | Slovenia             |
| 13   | Danemarca            |
| 14   | Egipt                |
| 15   | Islanda              |
| 16   | Japonia              |
| 17   | Algeria              |
| 18   | Argentina            |
| 19   | Brazilia             |
| 20   | Angola               |
| 21   | Qatar                |
| 22   | Kuweit               |
| 23   | Canada               |
| 24   | Australia            |

## Legături externe
- en  Campionatul Mondial din 2005 la Federația Internațională de Handbal